# Ambrakia (Tochter des Augeias)
Ambrakia (altgriechisch Ἀμβρακία Ambrakía) ist eine Person der griechischen Mythologie.
Laut Stephanos von Byzanz war sie die Tochter des Heliossohnes Augias. Sie zählt neben anderen Trägerinnen ihres Namens zu den Eponymen der Stadt Ambrakia.